# フリードリッヒ・ティーティエン

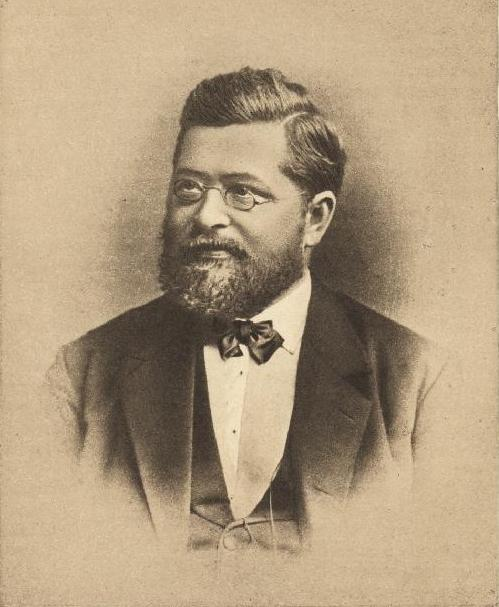
Friedrich Tietjen

フリードリッヒ・ティーティエン（Friedrich Tietjen、1832年10月15日 - 1895年6月21日）はドイツの天文学者。
Garnholt（現在のヴェスターシュテーデ）に生まれた。1865年に小惑星 (86)セメレを発見した。1874年から没するまで、ハイデルベルクの天文計算局 (Astronomischen Recheninstituts: ARI) の局長を務めた。
小惑星 (2158) ティーティエンは彼の名前にちなんでいる。